# Balm bei Günsberg
Balm bei Günsberg är en ort och kommun i distriktet Lebern i kantonen Solothurn, Schweiz. Kommunen har 226 invånare (2023).